# Chris Cunningham
Chris Cunningham (Reading, 15 ottobre 1970) è un regista inglese, autore di videoclip e spot pubblicitari.
Vive e lavora a Londra.

## Biografia
La carriera di Cunningham nel campo degli effetti speciali comincia all'età di 17 anni, quando abbandonata la scuola d'arte e riesce a farsi assumere come addetto agli effetti speciali presso i Pinewood Studios dove si stava realizzando un film horror diretto da Clive Barker, Hellraiser II: Prigionieri dell'inferno. Nel 1992 lavora con il regista David Fincher per il film di fantascienza Alien 3. Dopo queste prime esperienze lascia temporaneamente il cinema e si dedica all'illustrazione per la casa editrice 2000 AD Comics, per la quale realizza alcuni numeri del fumetto Judge Dredd. Cunningham collabora con la casa editrice fino al 1995.
Nel 1995 viene contattato da Stanley Kubrick per lavorare al progetto Artificial Intelligence, che non verrà mai realizzato. Sempre nel 1995 comincia la sua carriera come regista di videoclip: realizza Second Bad Vilbel per la band di musica elettronica Autechre. La notorietà arriva due anni più tardi quando è contattato dall'etichetta discografica Warp Records per occuparsi della realizzazione del clip Come to Daddy di Aphex Twin.
Fra il 1997 e il 1999 Cunningham realizza video per alcuni dei maggiori artisti di musica elettronica e riceve svariati premi per i video di Aphex Twin, Squarepusher e Portishead.
Nel 1999 vince il premio come miglior regista di videoclip ai "Music Week CAD (Creative and Design) Awards". Le sue videoinstallazioni vengono esposte in importanti esibizioni: tra le più celebri c'è Flex, realizzata nel 2000 per Apocalypse, una mostra tenutasi alla Royal Academy di Londra, e commissionata dalla Anthony D'Offay Gallery di Londra in coppia con l'installazione Monkey Drummer.
Nel 2001 espone il suo lavoro alla 49ª edizione della Biennale di Venezia. I suoi video sono stati inoltre presentati in una personale al PS1 di New York; in Italia sono stati presentati per la prima volta in una mostra presso la British School di Roma in occasione della rassegna Video Vibe: Art, Music and Video in the UK (2000).
Parallelamente alla collaborazione con musicisti e registi, ha operato nel campo della pubblicità, collaborando con la Saatchi & Saatchi e la ITV, realizzando celebri spot come quello con Leonardo DiCaprio per Telecom Italia. Riguardo all'uso degli effetti digitali operato da Cunningham anche in questo campo, basta citare il lavoro per Ricchezza mentale, lo spot per la Sony PlayStation con una ragazza dal viso alterato per ricordare la fisionomia extraterrestre, premiato con il Premio D&AD - Television & Cinema Advertising Crafts: Special Effects nel 2000.
Cunningham è uno dei registi della RSA (Ridley Scott Association) Films ed è entrato a far parte della Warpfilms, casa di produzione dell'etichetta discografica Warp Records. Inoltre, assieme ai registi Spike Jonze e Michel Gondry, ha realizzato una fortunata serie di DVD monografici dedicati a registi di videoclip, Directors Label: in uno di essi sono stati raccolti i suoi migliori lavori.
Nel 2005 Cunningham ha pubblicato Rubber Johnny, un prodotto realizzato per il mercato dell'home video che rappresenta un curioso ibrido fra un videoclip, un portfolio fotografico e un video d'arte.

## Poetica
Una forma forte e la continuità tematica sono le due principali caratteristiche dei lavori di Chris Cunningham. Per quanto riguarda la forma, i mezzi mediante i quali Cunningham esprime la sua tecnica sono la fotografia (tendente alla tricromia e abbondante di riflessi lenticolari) e il montaggio sincronico (portato all'estremo in forme che richiamano tecniche risalenti al cartone animato classico come il Mickey Mousing). Gestendo suono e immagine il regista britannico è stato capace di fornire dei referenti visivi e dei significati al linguaggio musicale, di per sé debolmente semantico. Questo risultato è stato ottenuto manipolando con piena libertà espressiva ma anche con rigore maniacale le variabili filmiche e profilmiche, in un rapporto musica/immagine basato sul ritmo. Visto in quest'ottica Cunningham è un regista, un montatore e un tecnico degli effetti speciali preparato, determinato e molto tecnico; questa però non sembra una ragione sufficiente per giustificare l'interesse e la considerazione di cui gode a livello internazionale. È infatti nelle tematiche trattate che Cunningham mostra la sua forza, rivelandosi un regista visionario come lo sono stati prima di lui (e lo sono ancora) registi cinematografici del calibro di David Cronenberg e Shinya Tsukamoto, con i quali condivide la passione per la contaminazione tra biologico e tecnologico. Calato nella realtà delle ibridazioni e delle contaminazioni che caratterizzano i molteplici linguaggi (figurativi, scritti, musicali, etc.) e le forme (brevi, lunghe, artistiche, promozionali, etc.) del nuovo millennio, Cunningham offre una propria visione dei cambiamenti e delle tensioni che caratterizzano la società tecnologizzata, filtrandola attraverso tutte le esperienze e le conoscenze che formano il suo bagaglio culturale. La ricerca formale unita alla padronanza dei mezzi tecnici e al perenne tentativo di ingannare (secondo le sue parole) il pubblico rende i lavori di questo giovane regista dei veri e propri capolavori del genere, nonché un punto di riferimento per altri operatori del settore.

## Opere

### Videoclip
- 1995 - Autechre: Second Bad Vilbel
- 1995 - The Auteurs: Back with the Killer Again
- 1996 - The Holy Barbarians: Space Junkie
- 1996 - The Auteurs: Light Aircraft on Fire
- 1996 - Placebo: 36 Degrees
- 1996 - Lodestar: Another Day
- 1996 - 12 Rounds: Personally
- 1997 - Jocasta: Something to Say
- 1997 - Geneva: Tranquilizer
- 1997 - Jesus Jones: The Next Big Thing
- 1997 - Dubstar: No More Talk
- 1997 - Aphex Twin: Come to Daddy
- 1998 - Portishead: Only You
- 1998 - Madonna: Frozen
- 1998 - Leftfield feat. Afrika Bambaataa: Afrika Shox
- 1998 - Squarepusher: Come on My Selector
- 1999 - Aphex Twin: Windowlicker
- 1999 - Björk: All Is Full of Love
- 2006 - The Horrors: Sheena Is a Parasite

### Videoinstallazioni
- 2000 - Monkey Drummer; Black Dog Films, Gran Bretagna
- 2000 - Flex; Black Dog Films, Gran Bretagna
- 2005 - Rubber Johnny; Warp Films, Gran Bretagna

### Spot pubblicitari
- 1998 - XFM: Clip Clop; RSA Films, Gran Bretagna
- 1998 - ITV: Sport is Free; RSA Films, Gran Bretagna
- 1998 - NUS: Fetish; RSA Films, Gran Bretagna
- 1998 - Levi's: Photocopier (mai trasmesso); RSA Films, Gran Bretagna
- 1999 - Nissan; RSA Films, Gran Bretagna
- 1999 - Sony PlayStation: Mental Wealth; RSA Films, Gran Bretagna
- 2000 - Telecom Italia: Quiet, Italia
- 2002 - Levi's: Up and Down; Black Dog Films, Gran Bretagna
- 2003 - Orange: Photo Messaging; RSA Films, Gran Bretagna
- 2009 - Gucci: Flora; RSA Films, Gran Bretagna